# Papir de Greenfield
El papir de Greenfield és un papir que conté un antic llibre egipci dels morts i porta el nom de la Sra. Edith Mary Greenfield, que el va presentar als administradors del Museu Britànic el maig de 1910. En l'actualitat forma part les col·leccions del Museu Britànic de Londres, és un dels papirs més llargs que existeixen amb una longitud de 37 metres.

## Manuscrit
El papir de Greenfield és un rotllo de papir amb una longitud original d'uns 37 metres i uns 47 cm d'ample. Actualment, està dividit en 96 peces. Conté tant text com dibuixos, el text està escrit al recto i en escriptura hieràtica i en part en jeroglífics. El Llibre dels Morts inclou una sèrie d'himnes, lletanies, homenatges i homenatges. El papir està datat entre els anys 950 i 930 aC durant la dinastia XXI d'Egipte. El manuscrit descriu l'enterrament del sacerdot Pinedjem II i la filla de la seva dona Neskhons, Nesitanebetaixru, cap a l'any 930 aC. Una de les escenes mostra quan el déu Shu (Déu de l'aire) ajuda a Nut (Deessa del Cel) a dividir el cel i la terra, representat com Geb (Déu de la Terra). Entre les escenes també hi ha parts de la creació del món segons el mite de la creació egípcia amb el déu Atum al centre.

## Procedència
No se sap quan i com es va descobrir el papir, però el col·leccionista anglès Greenfield va adquirir el manuscrit cap al 1880. Es creu que el lloc del descobriment és la necròpolis de Deir el-Bahri. Després de la mort de Greenfield, la seva vídua Edith Mary Greenfield va donar el manuscrit el 1910 al Museu Britànic, el número d'arxiu del papir és BM EA 10554-87. El 1912, el conservador de la col·lecció egípcia del museu, Ernest Alfred Wallis Budge va publicar una traducció al llibre The Greenfield papyrus in the British Museum - The funerary papyrus of Princess Nesitanebtȧshru, filla de Painetchem II i Nesi-Khensu, i sacerdotessa de Ȧmen -R̄a a Tebes, cap al 970 aC.